# Aeroportul Internațional Bender Qassim
Aeroportul Internațional Bender Qassim (IATA: BSA, ICAO: HCMF) este un aeroport din Bari⁠(d), Somalia ce deservește zona Bosaso. 
Situat la o altitudine de 1 m, aeroportul dispune de 1 pistă.

## Infrastructură

### Piste
Aeroportul dispune de o singură pistă. Pista 09/27 are suprafața de asfalt și dimensiunile 2.400 m × 45 m. 